# Sehnsucht (album)
Sehnsucht este al doilea album de studio al trupei germane de Neue Deutsche Härte, Rammstein. A fost lansat pe 25 august 1997 prin Motor Music în Europa și Slash Records în Statele Unite. Este singurul album în întregime în limba germană certificat cu platină de către RIAA în Statele Unite.

## Coperta albumului
Broșura albumului se pliază pentru a dezvălui șase coperți diferite, una pentru fiecare membru al trupei (fiecare fotografie înfățișând membrul cu o uzură facială bizară, realizată din obiecte obișnuite de bucătărie, cum ar fi spatule, linguri, furculițe, etc.). Coperta cea mai des întâlnită îl arată pe solistul trupei Till Lindemann cu un spatulă pentru ouă purtat ca o botină și cu furculițe îndoite deasupra ochilor purtați ca ochelari de soare. Design-ul coperții a fost creat de artistul austriac Gottfried Helnwein, care a creat și coperta pentru albumul Blackout, de la trupa Scorpions, care seamănă cu coperta Sehnsucht.

## Lista cântecelor
Toate melodiile sunt scrise și compuse de Rammstein (Richard Z. Kruspe, Paul Landers, Till Lindemann, Christian Lorenz, Oliver Riedel, Christoph Schneider). 
| Nr.             | Titlu                                | Lungime |  |
| 1.              | „Sehnsucht” (Dor)                    | 4:04    |  |
| 2.              | „Engel” (Înger)                      | 4:24    |  |
| 3.              | „Tier” (Animal)                      | 3:47    |  |
| 4.              | „Bestrafe mich” (Pedepsește-mă)      | 3:38    |  |
| 5.              | „Du Hast” (Tu ai)                    | 3:55    |  |
| 6.              | „Bück dich” (Apleacă-te)             | 3:22    |  |
| 7.              | „Spiel mit mir” (Joacă-te cu mine)   | 4:46    |  |
| 8.              | „Klavier” (Pian)                     | 4:24    |  |
| 9.              | „Alter Mann” (Om bătrân)             | 4:24    |  |
| 10.             | „Eifersucht” (Invidie)               | 3:37    |  |
| 11.             | „Küss Mich (Fellfrosch)” (Sărută-mă) | 3:30    |  |
| Lungime totală: | Lungime totală:                      | 43:51   |  |